# Provincia de La Habana
Provincia de La Habana (hette fram till 2011 Provincia de Ciudad de La Habana) är en provins i Kuba, med samma geografiska utsträckning som staden Havanna (La Habana). Antalet invånare är 2 141 652 på en area av 726,75 kvadratkilometer. Provinshuvudstad är Havanna. La Habana gränsar till provinserna Artemisa och Mayabeque.
Provinsen fick sitt nuvarande namn 2011, då den provins som tidigare hette La Habana delades upp i provinserna Artemisa och Mayabeque.

## Geografi
Provinsen är belägen på västra delen av Kuba, vid dess norra kust. I provinsen ligger republiken Kubas huvudstad Havanna.
La Habana är den till ytan klart minsta provinsen men samtidigt landets klart mest folkrika, med cirka 20 % av befolkningen.

## Administrativ indelning
La Habana delas in i följande 15 kommuner:

1. Arroyo Naranjo
2. Boyeros
3. Centro Habana
4. Cerro
5. Cotorro
6. Diez de Octubre
7. Guanabacoa
8. Habana del Este
9. Habana Vieja
10. La Lisa
11. Marianao
12. Playa
13. Plaza de la Revolución
14. Regla
15. San Miguel del Padrón

## Natur
Landskapet är ett slättland med kullar i området Havanna-Matanzas. Kusterna upptar hela norra gränsen, nära mitten ligger Havannaviken och i öster finns flera vackra stränder. Avrinningen sker genom floderna Almendares, Martín Pérez, Quibú, Cojímar och Bacuranao. Två vattenfördämningar finns: Bacuranao och Ejército Rebelde.

## Ekonomi
De flesta verksamheter är representerade. Basen utgörs av industri- och tjänstesektorn, och även centrala administrativa och politiska förvaltningar för landet. Branscher: livsmedel, läkemedel, bioteknik, fiske, textil, oljeraffinaderi, cigarr- och tobaksfabriker och stål. Här finns också Kubas största hamn som domineras av lastning och lossning av varor.
Provinsen har 33 % av jordbruksmarken och 4 % av skogsmarken. La Habana täcker mer än 43 % av landets BNP. Den genomsnittliga årliga tillväxten för denna indikator i provinsen var 10,7 % mellan 1995 och 2000.

## Statistik
I förhållande till landet svarar provinsen för (första halvåret 2005):
1.- 47,7 % av investeringarna
2.- 25,3 % av omsättningen inom detaljhandeln
3.- 45 % av turistinkomsterna
4.- 25,1 % av socialkostnaderna
5.- 23,3 % av detaljhandeln
6.- 46 % av telefonabonnemangen
7.- 42 % av skatteintäkterna
8.- 60 % av varutransporter till byarna
9.- 40,8 % av tjänstesektorn
10.- 34 % av industriproduktionen
11.- 44 % av turisterna som besöker landet
12.- 24,1 % av energikonsumtionen.

## Turism
Provinsen har viktiga kulturella och turistvänliga platser och har ett omfattande nätverk av hotell under utveckling. Dess största attraktioner är de historiska, kulturella och rekreativa i staden, framförallt den historiska delen av gamla Havanna (La Habana Vieja), stränder, parker, fritidsområden såsom landets zoologiska park, botaniska trädgården och Leninparken, och området för permanentutställningar ExpoCuba. Det finns också en stor mängd museer, konstgallerier, teatrar, restauranger, danssalonger, cabaréer och så vidare.

## Social service
Utbildning: 408 daghem, 488 grundskolor, 162 gymnasieskolor, 36 tekniska institut, 9 högskolor, och 120 skolor med annan typ av utbildning.
Hälso- och sjukvård: 47 sjukhus, 85 läkarhus, 38 tandkliniker, 6 542 husläkare, 87,3 läkare per 10 000 invånare (1995). Spädbarnsdödlighet: 7 per tusen levandefödda.